# Julio Libonatti
Julio Libonatti (Rosario, 5 juli 1901 – 9 oktober 1981) was Italo-Argentijnse voetballer.
Hij begon zijn carrière bij Newell's Old Boys uit zijn thuisstad en transfereerde in 1926 naar FC Torino. Hij was de eerste trans-Atlantische transfer. Hij speelde voor zowel het Argentijnse als het Italiaanse nationale elftal. In 1921 werd hij topschutter op het Zuid-Amerikaans kampioenschap.